# Alexa Guarachi
Alexa Eleanor Guarachi Mathison (Estados Unidos, 17 de noviembre de 1990) ex tenista chilena. Fue la «mejor doblista chilena de la historia» según los especialistas internacionales, alcanzando la final del Torneo de Roland Garros en 2020 y ganando cuatro títulos en el Circuito de la WTA. En la Clasificación de la WTA ha llegado a ser la número 11 del mundo en dobles en 2021 mientras que en individuales llegó a ser 347.ª en 2015. Compite por el equipo chileno de Copa Billie Jean King desde 2018.

## Carrera
Hija del extenista y entrenador chileno Fernando Guarachi, Alexa creció en los Estados Unidos. En su paso por la Universidad de Alabama, fue figura del circuito universitario, destacando como singlista y doblista. En su etapa juvenil llegó a estar entre las cuatro mejores de Estados Unidos en el ranking ITF (fue 81.ª del mundo en 2008). Es de origen estadounidense por parte materna y aymara-chileno por parte paterna
Luego de su buena actuación en el Challenger de Providencia, donde levantó el trofeo de campeón en la categoría dobles junto a Laura Albanese, y tras la intención que alguna vez le manifestara a su padre, en diciembre de 2014, la Federación de Tenis de Chile, a través del head coach, Alex Rossi y el capitán del equipo Fed Cup Chile, Belus Prajoux, inició las gestiones para sumarla al equipo chileno. En junio de 2015, Alexa consiguió su nacionalidad y apareció por primera vez en el ranking WTA como chilena. Además, y tras una serie de buenos resultados, se convirtió rápidamente en la número 1 de Chile.
En noviembre de 2015, Alexa sufrió la rotura de los ligamentos cruzados de una de sus rodillas, quedando casi un año inactiva y debiendo retomar su carrera a finales de 2016.
Tras un excelente regreso, cosechando triunfos en la categoría dobles en Torneos Challengers de Estados Unidos, Canadá y México y metiéndose entre las mejores 150 jugadoras del planeta, Alexa accedió al cuadro principal de Wimbledon a mediados de 2018, quedando fuera en primera ronda.
En julio de 2018, consigue su primer título WTA en la categoría dobles, junto a su compañera norteamericana Desirae Krawczyk, en el torneo de Gstaad en Suiza, alcanzando con esto el mejor ranking de su carrera en dobles.
Guarachi compitió junto a Nicolás Jarry en el dobles mixtos de los Juegos Panamericanos de Lima 2019, obteniendo la medalla de oro tras vencer a la pareja boliviana compuesta por Noelia y Federico Zeballos.
En septiembre de 2020, consigue su segundo título WTA en la categoría dobles, junto a su compañera norteamericana Desirae Krawczyk, en el torneo de Estambul en Turquía, con quien al mes siguiente llegó a la final de dobles femenino del Grand Slam de Roland Garros.
El 27 de febrero de 2021 se consagró campeona en dobles del WTA 500 de Adelaida junto a Desirae Krawczyk, venciendo en la final a la pareja conformada por la estadounidense Hayley Carter y la brasileña Luisa Stefani por parciales 6-7(4), 6-4 y 10-3. Es su tercer título WTA en dobles femenino, su primero en categoría WTA 500 y su primer título WTA en cancha dura ya que los anteriores habían sido en arcilla.
Solo un par de semanas más tarde de su triunfo en el WTA 500 de Adelaida, esta vez junto a la croata Darija Jurak, vencieron a las chinas Yifan Xu y Zhaoxuan Yang en una excelente jornada por un contundente 6-0 y 6-3 y se coronó campeona por primera vez de un torneo categoría WTA 1000 en Dubái. Producto de este resultado se posicionó como la 15° del mundo en el ranking de dobles.
Tras unos irregulares meses en la temporada de arcilla en Europa, cayendo en octavos del Masters de Madrid 2021, primera ronda del Masters de Roma 2021 y semifinales del WTA 250 de Parma, Alexa junto a Desirae se coronaron campeonas del WTA 250 de Estrasburgo, superando cómodamente a la dupla compuesta por Yang Zhaoxuan y Makoto Ninomiya por 6-2 6-3
En abril de 2024 anunció su retiro del tenis profesional.

## Estilo de juego
Emplea una raqueta del modelo Wilson Ultra Pro.

## Títulos WTA (5; 0+5)
| Leyenda                                |
| -------------------------------------- |
| Grand Slam (0)                         |
| Juegos Olímpicos (0)                   |
| WTA Tour Championships (0)             |
| P. Mandatory & Premier 5, WTA 1000 (1) |
| Premier, WTA 500 (1)                   |
| International, WTA 250 (3)             |

### Dobles (5)
| N.º | Fecha                    | Torneo      | Superficie    | Pareja           | Oponentes en la final              | Resultado           |
| --- | ------------------------ | ----------- | ------------- | ---------------- | ---------------------------------- | ------------------- |
| 1.  | 22 de julio de 2018      | Gstaad      | Tierra batida | Desirae Krawczyk | Lara Arruabarrena Timea Bacsinszky | 4-6, 6-4, [10-6]    |
| 2.  | 13 de septiembre de 2020 | Estambul    | Tierra batida | Desirae Krawczyk | Ellen Perez Storm Sanders          | 6-1, 6-3            |
| 3.  | 27 de febrero de 2021    | Adelaida    | Dura          | Desirae Krawczyk | Hayley Carter Luisa Stefani        | 6-7(4), 6-4, [10-3] |
| 4.  | 13 de marzo de 2021      | Dubái       | Dura          | Darija Jurak     | Xu Yifan Zhaoxuan Yang             | 6-0, 6-3            |
| 5.  | 29 de mayo de 2021       | Estrasburgo | Tierra batida | Desirae Krawczyk | Makoto Ninomiya Zhaoxuan Yang      | 6-2, 6-3            |

#### Finalista (7)
| N.º | Fecha                    | Torneo          | Superficie    | Pareja             | Oponentes en la final           | Resultado        |
| --- | ------------------------ | --------------- | ------------- | ------------------ | ------------------------------- | ---------------- |
| 1.  | 5 de agosto de 2018      | Washington      | Dura          | Erin Routliffe     | Xinyun Han Darija Jurak         | 3-6, 2-6         |
| 2.  | 28 de abril de 2019      | Estambul        | Tierra batida | Sabrina Santamaria | Tímea Babos Kristina Mladenovic | 1-6, 0-6         |
| 3.  | 21 de septiembre de 2019 | Guangzhou       | Dura          | Giuliana Olmos     | Shuai Peng Laura Siegemund      | 2-6, 1-6         |
| 4.  | 19 de octubre de 2019    | Luxemburgo      | Dura (i)      | Kaitlyn Christian  | Cori Gauff Caty McNally         | 2-6, 2-6         |
| 5.  | 16 de febrero de 2020    | San Petersburgo | Dura (i)      | Kaitlyn Christian  | Shuko Aoyama Ena Shibahara      | 6-4, 0-6, [3-10] |
| 6.  | 11 de octubre de 2020    | Roland Garros   | Tierra batida | Desirae Krawczyk   | Tímea Babos Kristina Mladenovic | 4-6, 5-7         |
| 7.  | 5 de agosto de 2023      | Washington      | Dura          | Monica Niculescu   | Laura Siegemund Vera Zvonareva  | 4-6, 4-6         |

## Torneos WTA 125s

### Dobles (1)
| N.º | Fecha               | Torneo | Superficie    | Pareja        | Oponentes en la final            | Resultado        |
| --- | ------------------- | ------ | ------------- | ------------- | -------------------------------- | ---------------- |
| 3.  | 14 de julio de 2019 | Bastad | Tierra batida | Danka Kovinić | Misaki Doi Natalia Vikhlyantseva | 5-7, 7-6, [10-7] |

## Títulos ITF (21;1+20)
| Leyenda                 |
| ----------------------- |
| Torneos de $100,000 (1) |
| Torneos de $80,000 (2)  |
| Torneos de $60,000 (2)  |
| Torneos de $25,000 (8)  |
| Torneos de $15,000 (2)  |
| Torneos de $10,000 (6)  |

### Individual (1)
| No. | Fecha               | Torneo    | Superficie | Oponente en la final | Resultado        |
| 1.  | 20 de julio de 2014 | Vancouver | Dura       | Yuka Higuchi         | 6-3, 1-6, 7-6(6) |

### Dobles (20)
| N.º | Fecha                  | Torneo                      | Superficie    | Pareja                | Oponentes en la final                   | Resultado           |
| --- | ---------------------- | --------------------------- | ------------- | --------------------- | --------------------------------------- | ------------------- |
| 1.  | 18 de mayo de 2014     | Antalya 16                  | Dura          | Kate Turvy            | Barbara Bonić Ximena Hermoso            | 6-3, 7-6(8)         |
| 2.  | 1 de noviembre de 2014 | Oslo 1                      | Dura          | Nina Stojanović       | Maryna Kolb Nadiya Kolb                 | 6-4, 7-6(7)         |
| 3.  | 8 de noviembre de 2014 | Oslo 2                      | Dura          | Daria Lodikova        | Maryna Kolb Nadiya Kolb                 | 6-3, 2-6, [10-6]    |
| 4.  | 6 de diciembre de 2014 | Santiago 2                  | Tierra batida | Lauren Albanese       | Fernanda Brito Eduarda Piai             | 6-4, 6-1            |
| 5.  | 18 de enero de 2015    | Fort-de-France (Martinique) | Dura          | Sherazad Reix         | Rosie Johanson Gloria Liang             | 6-2, 6-1            |
| 6.  | 25 de enero de 2015    | Saint Martin (Guadeloupe)   | Dura          | Ayaka Okuno           | Lena Litvak Sonja Molnar                | 7-5, 6-3            |
| 7.  | 12 de abril de 2015    | Jackson                     | Tierra batida | Caitlin Whoriskey     | Katerina Kramperova Jessica Moore       | 6-7(4), 6-3, [11-9] |
| 8.  | 5 de julio de 2015     | El Paso                     | Dura          | Jennifer Brady        | Robin Anderson Maegan Manasse           | 3-6, 6-3, [10-7]    |
| 9.  | 6 de febrero de 2017   | Manacor                     | Tierra batida | Lauren Embree         | Jaeda Daniel Quinn Gleason              | 6-1, 7-5            |
| 10. | 13 de marzo de 2017    | Tampa                       | Tierra batida | Chieh-Yu Hsu          | Emina Bektas Sanaz Marand               | 6-3, 4-6, [10-4]    |
| 11. | 7 de mayo de 2017      | Charleston                  | Tierra batida | Emina Bektas          | Kaitlyn Christian Sabrina Santamaria    | 5-7, 6-3, [10-5]    |
| 12. | 21 de mayo de 2017     | Naples                      | Tierra batida | Emina Bektas          | Sophie Chang Ulrike Eikkeri             | 6-1, 6-3            |
| 13. | 1 de julio de 2017     | Auburn                      | Dura          | Emina Bektas          | Ellen Perez Luisa Stefani               | 4-6, 6-4, [10-5]    |
| 14. | 4 de noviembre de 2017 | Toronto                     | Dura (i)      | Erin Routliffe        | Victoria Rodríguez Ysaline Bonaventure  | 7-6, 3-6, [10-4]    |
| 15. | 14 de enero de 2018    | Daytona Beach               | Arcilla       | Usue Maitane Arconada | Ulrike Eikkeri Ilona Kremen             | 6-3, 6-4            |
| 16. | 12 de marzo de 2018    | Irapuato                    | Dura          | Erin Routliffe        | Desirae Krawczyk Giuliana Olmos         | 4-6, 6-2, [10-6]    |
| 17. | 10 de abril de 2018    | Pelham                      | Arcilla       | Erin Routliffe        | Maria Mateas Maria Portillo Ramirez     | 6-1, 6-2            |
| 18. | 17 de abril de 2018    | Dothan                      | Arcilla       | Erin Routliffe        | Sofia Kenin Jamie Loeb                  | 6-4, 2-6, [11-9 ]   |
| 19. | 6 de mayo de 2018      | Charleston                  | Arcilla       | Erin Routliffe        | Louisa Chirico Allie Kiick              | 6-1, 3-6, [10-5 ]   |
| 20. | 7 de mayo de 2019      | Bonita Springs              | Arcilla       | Erin Routliffe        | Usue Maitane Arconada Caroline Dolehide | 6-3, 7-6            |

## Estadísticas

### Resultados en dobles femeninos
| Grand Slam               |               |               |              |              |              |              |              |              |              |       |  |
| Abierto de Australia     | A             | A             | A            | A            | A            | A            | 1R           | 2R           | 3R           | 3–3   |  |
| Roland Garros            | A             | A             | A            | A            | A            | A            | 1R           | F            | 1R           | 5–3   |  |
| Wimbledon                | A             | A             | A            | A            | A            | 1R           | 1R           | ND           | 1R           | 0-3   |  |
| US Open                  | A             | A             | A            | A            | A            | 1R           | 3R           | 1R           | SF           | 6-4   |  |
| Ganado-Perdido           | 0-0           | 0-0           | 0-0          | 0-0          | 0-0          | 0-2          | 2-4          | 6-3          | 6-4          | 14-13 |  |
| 'WTA 1000*'              |               |               |              |              |              |              |              |              |              |       |  |
| Dubái/Doha               | A             | A             | A            | A            | A            | A            | A            | 1R           | G            | 5-1   |  |
| Indian Wells             | A             | A             | A            | A            | A            | A            | A            | ND           |              |       |  |
| Miami                    | A             | A             | A            | A            | A            | A            | A            | ND           | 1R           | 0-1   |  |
| Madrid                   | A             | A             | A            | A            | A            | A            | A            | ND           | 2R           | 1-1   |  |
| Roma                     | A             | A             | A            | A            | A            | A            | A            | 1R           | 1R           | 0-2   |  |
| Toronto/Montreal         | A             | A             | A            | A            | A            | A            | 1R           | ND           | CF           | 1-2   |  |
| Cincinnati               | A             | A             | A            | A            | A            | A            | A            | 2R**         | 1R           | 1-2   |  |
| Pekín                    | A             | A             | A            | A            | A            | A            | A            | ND           |              |       |  |
| Wuham                    | A             | A             | A            | A            | A            | A            | A            | ND           |              |       |  |
| Ganado-Perdido           | 0-0           | 0-0           | 0-0          | 0-0          | 0-0          | 0-0          | 0-1          | 1-3          | 7-5          | 8-9   |  |
| 'WTA 500*'               |               |               |              |              |              |              |              |              |              |       |  |
| Abu Dabi                 | No Disputado  | No Disputado  | No Disputado | No Disputado | No Disputado | No Disputado | No Disputado | No Disputado | 1R           | 0-1   |  |
| Brisbane                 | A             | A             | A            | A            | A            | A            | A            | A            | 1R           | 0-1   |  |
| Sídney                   | A             | A             | A            | A            | A            | A            | A            | Adelaida     | Adelaida     |       |  |
| Adelaida                 | Sídney        | Sídney        | Sídney       | Sídney       | Sídney       | Sídney       | Sídney       | CF           | G            | 5-1   |  |
| San Petersburgo          | A             | A             | A            | A            | A            | A            | A            | F            | A            | 3-1   |  |
| Dubái/Doha               | A             | A             | A            | A            | A            | A            | A            | 1R           | 1R           | 0-2   |  |
| Charleston               | A             | A             | A            | A            | A            | A            | A            | ND           | SF           | 2-1   |  |
| Stuttgart                | A             | A             | A            | A            | A            | A            | A            | ND           |              |       |  |
| Birmingham               | International | International | A            | A            | A            | A            | A            | ND           | ND           |       |  |
| Berlín                   | No Disputado  | No Disputado  | No Disputado | No Disputado | No Disputado | No Disputado | No Disputado | No Disputado | CF           | 1-1   |  |
| Eastbourne               | A             | A             | A            | A            | A            | A            | A            | ND           | CF           | 1-1   |  |
| San José                 | A             | A             | A            | A            | A            | A            | A            | ND           |              |       |  |
| Zhengzhou                | A             | A             | A            | A            | A            | A            | A            | ND           |              |       |  |
| Tokio                    | A             | A             | A            | A            | A            | A            | A            | ND           |              |       |  |
| Moscú                    | A             | A             | A            | A            | A            | A            | A            | ND           |              |       |  |
| Ganado-Perdido           | 0-0           | 0-0           | 0-0          | 0-0          | 0-0          | 0-0          | 0-0          | 4-3          | 8-6          | 12-9  |  |
| 'WTA 250*'               |               |               |              |              |              |              |              |              |              |       |  |
| Auckland                 | A             | A             | A            | A            | A            | A            | 1R           | 1R           | A            | 0-2   |  |
| Hobart                   | A             | A             | A            | A            | A            | A            | 1R           | A            | A            | 0-1   |  |
| México                   | A             | A             | A            | A            | A            | A            | 1R           | A            | A            | 0-1   |  |
| Monterrey                | A             | A             | A            | A            | A            | A            | CF           | A            | A            | 1-1   |  |
| Bogotá                   | A             | A             | A            | A            | A            | A            | 1R           | ND           | A            | 0-1   |  |
| Estanmbul                | ND            | A             | A            | A            | A            | A            | F            | G            | A            | 7-1   |  |
| Marruecos                | A             | A             | A            | A            | A            | A            | SF           | ND           |              | 2-1   |  |
| Núremberg                | A             | A             | A            | A            | A            | A            | SF           | ND           |              | 2-1   |  |
| Nottingham               | No Disputado  | No Disputado  | A            | A            | A            | 1R           | CF           | ND           |              | 1-2   |  |
| Mallorca                 | No Disputado  | No Disputado  | No Disputado | A            | A            | A            | CF           | ND           |              | 1-1   |  |
| Suiza                    | No Disputado  | No Disputado  | No Disputado | A            | A            | G            | 1R           | ND           |              | 4-1   |  |
| Washington               | A             | A             | A            | A            | A            | F            | A            | ND           |              | 3-1   |  |
| Lexington                | No Disputado  | No Disputado  | No Disputado | No Disputado | No Disputado | No Disputado | No Disputado | SF           |              | 2-1   |  |
| Nanchang                 | No Disputado  | No Disputado  | No Disputado | A            | A            | A            | 1R           | ND           |              | 0-1   |  |
| Quebec                   | A             | A             | A            | A            | 1R           | A            | No Disputado | No Disputado | No Disputado | 0-1   |  |
| Cantón                   | A             | A             | A            | A            | A            | A            | F            | ND           |              | 3-1   |  |
| Estrasburgo              | A             | A             | A            | A            | A            | A            | A            | 1R           | G            | 4-1   |  |
| Taskent                  | A             | A             | A            | A            | A            | CF           | A            | ND           |              | 1-1   |  |
| Hong Kong                | ND            | A             | A            | A            | 1R           | SF           | No Disputado | No Disputado | No Disputado | 2-2   |  |
| Linz                     | ND            | A             | A            | A            | A            | A            | 1R           | ND           |              | 0-1   |  |
| Luxemburgo               | A             | A             | A            | A            | A            | A            | F            | ND           |              | 3-1   |  |
| Parma                    |               |               |              |              |              |              |              |              | SF           | 2-1   |  |
| Cleveland                |               |               |              |              |              |              |              |              | 1R           | 0-2   |  |
| Ganado-Perdido           | 0-0           | 0-0           | 0-0          | 0-0          | 0-2          | 10-4         | 16-15        | 6-3          | 6-2          | 38-26 |  |
| Resumen Temporada WTA    |               |               |              |              |              |              |              |              |              |       |  |
| Año                      | 2013          | 2014          | 2015         | 2016         | 2017         | 2018         | 2019         | 2020         | 2021         |       |  |
| Ganado-Perdido           | 0-0           | 0-0           | 0-0          | 0-0          | 0-2          | 10-6         | 18-20        | 17-12        | 27-17        | 72-57 |  |
| Representación Nacional  |               |               |              |              |              |              |              |              |              |       |  |
| Copa Billie Jean King*** | A             | A             | A            | A            | A            | ZA1          | ZA1          | ZA1          |              | 6-3   |  |
| Juegos Panamericanos     | ND            | ND            | A            | ND           | ND           | ND           | 4°           | ND           | ND           | 1-2   |  |
| Juegos Suramericanos     | ND            | A             | ND           | ND           | ND           | 1°           | ND           | ND           | ND           | 3-0   |  |
| Juegos bolivarianos      | A             | ND            | ND           | ND           | 1°           | ND           | ND           | ND           | ND           | 2-0   |  |
| Ganado-Perdido           |               |               |              |              |              |              |              |              |              | 12-5  |  |
| Rnking final de año      | 977           | 384           | 219          | SR           | 151          | 78           | 59           | 26           | 12           |       |  |

Datos actualizados al 26 de septiembre del 2021
*Hasta el año 2020, los WTA 1000 eran los Premier Mandatory y Premier 5, y los WTA 500 eran los Premier
**Ese año se jugó en New York, EE. UU. producto de la pandemia del COVID-19
***Hasta el año 2020, esta copa se llamaba; Copa Fed